# برويتات
البرويتات (الاسم العلمي:†Proetidae) هي فصيلة منقرضة من ثلاثيات الفصوص تتبع رتبة البرويتيات.

## التصنيف
- أسرة البرويتاوات
  - جنس البرويتوس